# Kate et Linda
Kate et Linda (The Good Sister) est un téléfilm canadien réalisé par Philippe Gagnon, diffusé aux États-Unis le 10 mai 2014 sur Lifetime et au Canada le 19 septembre 2014 sur The Movie Network.

## Fiche technique
- Titre original : The Good Sister
- Titre français : Kate et Linda
- Titre québécois : La Jumelle
- Réalisation : Philippe Gagnon
- Scénario : Pablo F. Fenjves (en)
- Photographie : Daniel Villeneuve
- Musique : Claude Castonguay et Marc Ouellette
- Durée : 84 minutes
- Date de diffusion :
  -  France : 3 novembre 2014 sur M6

## Distribution
- Sonya Walger (VF : Stéphanie Lafforgue) : Kate / Linda
- Ben Bass (VF : Bernard Gabay) : Jack McLennan
- Bobbie Phillips : Mrs. Nelles
- Ashleigh Harrington (en) (VF : Elsa Bougerie) : Cassie
- Alarey Alsip : Deb
- Michael Hearn : Walberg
- Noel Burton : Langler
- Kathleen Glynn : la mère

Sources et légende : Version française selon le carton de doublage français.

## Accueil
Le téléfilm a été vu par 1,335 million de téléspectateurs lors de sa première diffusion américaine.